# Loke, Straža
Loke so naselje v Občini Straža. Naselje leži na levem bregu Krke ob lokalni cesti Zalog - Straža.

## Leseni most
Most most čez Krko, ki povezuje naselji Loke in Potok je bil zgrajen v prvi polovici 20. stoletja in je dolg 105 m, širok pa 3,2 m in je eden od večjih mostov na Krki. Obnovljen je leta 2010. Most se upodablja tudi na Maratonu po dolini Krke, s štartom in ciljem v Novem mestu.